# Герои Социалистического Труда Чукотского автономного округа
В настоящий список включены:

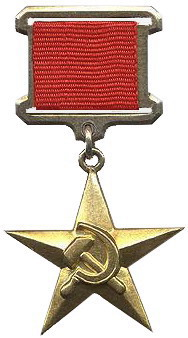
Золотая медаль «Серп и Молот»

- Герои Социалистического Труда, которые на момент присвоения звания проживали на территории Чукотского автономного округа (входившего до 1992 года входил в состав Магаданской области), — 15 человек.

В таблице отображены фамилия, имя и отчество Героев, должность и место работы на момент присвоения звания, дата Указа Президиума Верховного Совета СССР, отрасль народного хозяйства, место рождения/проживания, а также ссылка на биографическую статью на сайте «Герои страны». Формат таблиц предусматривает возможность сортировки по указанным параметрам путём нажатия на стрелку в нужной графе.

## История
Первой на территории Чукотки звания Героя Социалистического Труда была удостоена Указом Президиума Верховного Совета СССР от 7 марта 1960 года колхозница-охотник К. Р. Каляна в ознаменование 50-летия Международного женского дня, за выдающиеся достижения в труде и особо плодотворную общественную деятельность.
Большинство Героев Социалистического Труда в округе приходится на работников цветной металлургии — 6 человек; сельского хозяйства — 4; угольная промышленность и геология — по 2; транспорт — 1.

## Лица, удостоенные звания Героя Социалистического Труда на Чукотке
| №  | Фамилия, имя, отчество           | Даты жизни              | Деятельность | Дата присвоения | Отрасль     | Место рождения                | ГС        |
| -- | -------------------------------- | ----------------------- | --- | --------------- | ----------- | ----------------------------- | --------- |
| 1  | Абакумов Борис Фёдорович         | 11.07.1933 — 20.12.2021 | Начальник морского торгового порта Певек Дальневосточного морского пароходства Министерства морского флота СССР, Чукотский автономный округ Магаданской области                                                                                        | 27.02.1990      | транспорт   | *Воронежская область          | [ ГС 1 ]  |
| 2  | Аренто Иван Петрович             | 09.05.1932 — 26.02.2017 | Бригадир оленеводческой бригады совхоза «Канчаланский» Чукотского производственного колхозно-совхозного управления Магаданской области | 02.12.1963      | сельхоз     | Чукотский АО                  | [ ГС 2 ]  |
| 3  | Аретагин Григорий Аляевич        | 07.05.1930 — 18.06.1982 | Бригадир оленеводческой бригады колхоза имени Первого Ревкома Чукотки Анадырского района Чукотского национального округа Магаданской области | 08.04.1971      | сельхоз     | Чукотский АО                  | [ ГС 3 ]  |
| 4  | Гармашов Владимир Павлович       | 31.05.1936 — 18.09.2007 | Бригадир комплексной бригады Билибинского горно-обогатительного комбината объединения «Северовостокзолото» Министерства цветной металлургии СССР, Чукотский автономный округ Магаданской области                                                       | 02.03.1981      | металлургия | *Белгородская область         | [ ГС 4 ]  |
| 5  | Гречко Владимир Григорьевич      | 30.09.1935 — 22.02.1994 | Бригадир комплексной бригады Полярнинского горно-обогатительного комбината Северовосточного производственного золотодобывающего объединения (Северовостокзолото) Министерства цветной металлургии СССР, Чукотский автономный округ Магаданской области | 24.10.1985      | металлургия | *Северо-Казахстанская область | [ ГС 5 ]  |
| 6  | Дроботов Андрей Денисович        | 08.03.1928 — 13.01.1996 | Бригадир проходчиков горных выработок шахты «Беринговская» № 2 треста «Северовостокуголь» Министерства угольной промышленности СССР, Чукотский национальный округ Магаданской области                                                                  | 30.03.1971      | углепром    | *Краснодарский край           | [ ГС 6 ]  |
| 7  | Затуливетров Владимир Васильевич | 02.01.1927 — 09.05.2007 | Бригадир комплексной бригады Билибинского горно-обогатительного комбината Министерства цветной металлургии СССР, Чукотский национальный округ Магаданской области                                                                                      | 12.05.1977      | металлургия | *Ростовская область           | [ ГС 7 ]  |
| 8  | Каляна Клара Романовна           | 01.03.1941 — 16.01.1985 | Колхозница-охотник колхоза «Возрождение» Иультинского района Чукотского национального округа Магаданской области | 07.03.1960      | сельхоз     | Чукотский АО                  | [ ГС 8 ]  |
| 9  | Лисецкий Михаил Антонович        | 19.08.1937 — 11.10.2003 | Драгер Комсомольского горно-обогатительного комбината Северовосточного производственного золотодобывающего объединения (Северовостокзолото) Министерства цветной металлургии СССР, Чукотский автономный округ Магаданской области                      | 19.04.1982      | металлургия | *Витебская область            | [ ГС 9 ]  |
| 10 | Обухов Алексей Иванович          | род. 1939               | Бригадир горнорабочих очистного забоя шахты «Анадырская» производственного объединения «Северовостокуголь» Министерства угольной промышленности СССР, Чукотский автономный округ Магаданской области                                                   | 29.04.1986      | углепром    | *Пензенская область           | [ ГС 10 ] |
| 11 | Рождественский Игорь Евгеньевич  | 23.04.1923 — 19.12.1993 | Начальник Анюйского районного геологоразведочного управления Северо-Восточного геологического управления Главного управления геологии и охраны недр при Совете Министров РСФСР, Чукотский национальный округ Магаданской области                       | 29.04.1963      | геология    | *Новгородская область         | [ ГС 11 ] |
| 12 | Сергеев Виталий Кузьмич          | 02.10.1930 — 15.03.2008 | Бригадир комплексной проходческой бригады рудника «Иультин» Восточно-Чукотского горнопромышленного управления Министерства цветной металлургии СССР, Чукотский национальный округ Магаданской области                                                  | 20.05.1966      | металлургия | *Курская область              | [ ГС 12 ] |
| 13 | Туманов Константин Иванович      | род. 15.09.1931         | Машинист экскаватора прииска «Комсомольский» объединения «Северовостокзолото» Министерства цветной металлургии СССР, Чаунский район Чукотского национального округа Магаданской области                                                                | 30.03.1971      | металлургия | *Пензенская область           | [ ГС 13 ] |
| 14 | Хабарова Наталья Евгеньевна      | 24.03.1936 — 21.10.2013 | Главный геолог Шмидтовской геологоразведочной экспедиции Министерства геологии РСФСР, Чукотский автономный округ Магаданской области | 10.03.1981      | геология    | *Кемеровская область          | [ ГС 14 ] |
| 15 | Ходьяло Дмитрий Константинович   | 01.05.1937 — 26.09.2021 | Бригадир оленеводческой бригады совхоза «Омолон» Билибинского района Чукотского автономного округа Магаданской области | 24.04.1987      | сельхоз     | *Якутия                       | [ ГС 15 ] |